# Orde van de Goeie Hoop

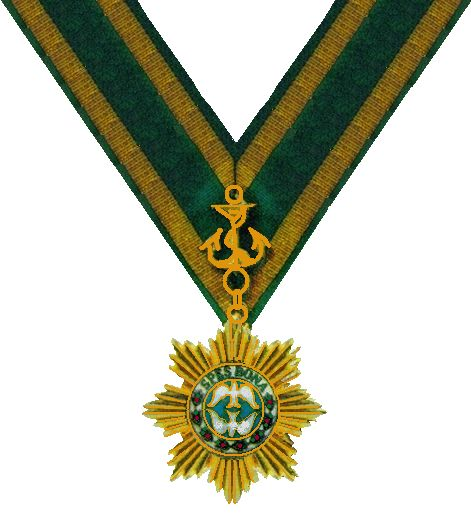
Kleinood van een Commandeur

De Orde van de Goeie Hoop (Engels: Order of Good Hope) is een in 1973 ingestelde onderscheiding van de Republiek Zuid-Afrika.
Het lint is groen met twee brede gele strepen. Deze ridderorde werd alleen aan vreemdelingen verleend en is gedacht voor "verdiensten voor Zuid-Afrika en het bevorderen van internationale relaties". De Nederlandse koningin Beatrix is Grootkruis in deze orde, zo ook Margrethe II van Denemarken. Tot de Belgische dragers behoorde Léon Rochtus.
In de jaren 1980 - 1988 werd de orde ook aan Zuid-Afrikaanse burgers toegekend.
Het versiersel heeft de vorm van een gouden ster met acht punten en acht groepen van zes stralen. In het centrale medaillon zijn twee witte vogels op een lichtblauwe achtergrond afgebeeld. Op de ring zijn bloemen en het motto ""SPES BONA" aangebracht. Een gouden onttakeld anker dient als verhoging en verbinding met het lint.
Deze ridderorde heeft de vijf in het internationale diplomatieke verkeer gebruikelijke graden. Daarnaast was er een "Bijzondere Klasse" voor staatshoofden. Zij kregen de Grote keten van de orde.
- Grootkruis (Grand Cross)
- Grootofficier (Grand Officer)
- Commandeur (Commander)
- Officier (Officer)
- Lid (Member)

## De hervormingen van na 2000
President Nelson Mandela liet bekendmaken dat hij het ordestelsel wilde hervormen. De Zuid-Afrikaanse regering zag de orden als een reliek van de apartheid met een te duidelijk Europese, en niet Afrikaanse, achtergrond en symboliek. De volkeren van Zuidelijk Afrika kenden geen ridderorden. De vormgeving van deze orde werd als "negatief" beoordeeld. Dat gold met name voor de stralen, de kleuren, het anker en het Latijn van het motto
Een nieuw ereteken mocht 11.000 rand kosten.